# Halmágy
Halmágy (románul Hălmeag, németül Halmagen, szászul Halmajen) falu Romániában, Erdélyben, Brassó megyében, Fogarastól 18 km-re kelet-északkeletre, az Olt jobb partján.

## Nevének eredete
Neve a magyar halom főnév -gy képzős alakja. Elsőként várát említették 1211-ben, castri Almage néven, majd 1222-ben Almaye, 1488-ban Halffenmegen, 1521-ben Halmegen és 1538-ban Halmag.

## Története
A hagyomány szerint a mai templomdombon állt az Árpád-korban vára, mely legkésőbb az 1241–1242-es tatárjárásban elpusztult. A falut nyugati székelyek/magyarok alapították,aminek első számú bizonyítéka a templom közvetlen közelségében,a déli templomfal és főbejárat mellett talált lófejes temetkezés. 1488-ban egy török támadás elpusztította, ezután ugyancsak székelyekkel települt újra. A szász környezetben élő magyarok a reformáció után megmaradtak a lutheránus vallásnál. 1786-ban 1080 lakosának 59%-a jobbágy, 28%-a zsellér és 13%-a cigány volt. Az elmúlt századokban kb. 10 km hosszan birtokoltak az Olt mentén szántóföldeket, legelőket, réteket; földműveléssel, ló-, bivaly- és szarvasmarhatartással,  halászattal foglalkoztak. 1876-ig Kőhalomszékhez, azután Nagyküküllő vármegyéhez tartozott. 1897-ben kisközségből nagyközséggé alakult. Az 1950-es évek óta magyar lakossága rohamosan fogy és mára elöregedett. Törcsvár környékéről románok, a szomszédos falvakból cigányok települtek be.

## Lakossága
1850-ben 1389 lélek lakta, közülük 1129 volt magyar, 185 román és 75 cigány nemzetiségű; 1118 evangélikus, 203 ortodox és 57 görögkatolikus vallású.

1900-ban az 1116 lakosból 878 magyar és 228 román anyanyelvű volt, felekezet szerint 828 evangélikus, 227 ortodox és 38 református. 67%-uk tudott írni–olvasni, a nem magyar anyanyelvűek 59%-a beszélt magyarul.

2002-ben 562 lakosából 312 román, 213 magyar és 37 cigány nemzetiségű, 342 ortodox és 195 evangélikus vallású.

## Látnivalók

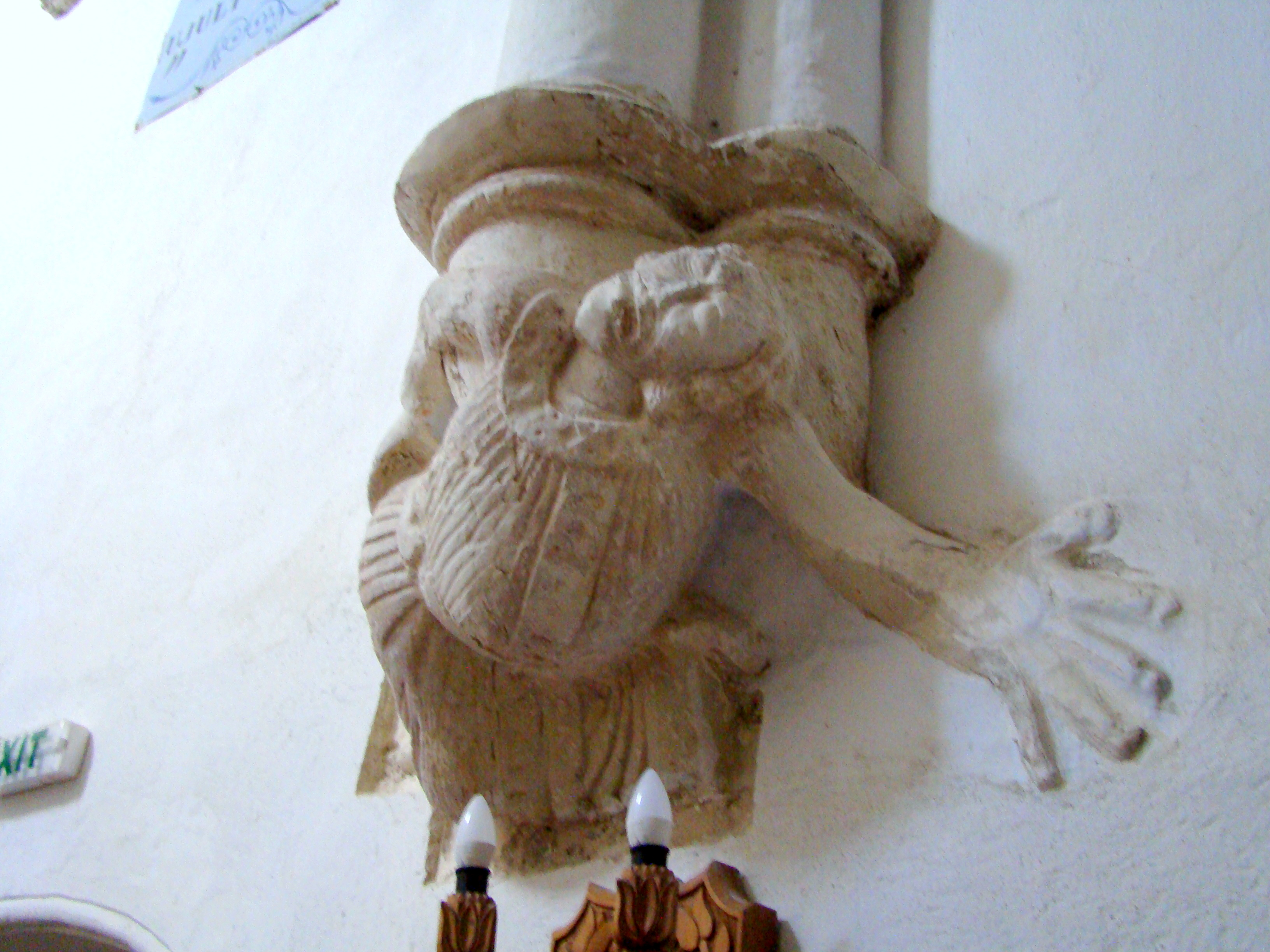

- Bár magyar jobbágyfalu volt, a falukép mégis a szász falvakéra emlékeztet. Régi házai kőből épültek.
- A torony nélküli, eredetileg román stílusú, bazilikális elrendezésű evangélikus templom a kerci műhely hatását mutatja, stílusa alapján az 1230-as és az 1260-as évek között épült (a falon található felirat szerint 1160–1190-ben). Építésekor a brassói Szent Bertalan-templom egyszerűsített mása volt. Később, a középkorban és az újkorban jelentősen átalakították, mellette különálló harangtorony. Az Erzsébet-kertben állították föl Erzsébet királyné szobrát, ma a templomkertben található.
- A Pro Almagen egyesület minden augusztusban falunapokat szervez.

## Híres emberek
- Itt született 1600 környékén Halmágyi István, Radu Serban havasalföldi vajda Erdéllyel folytatott magyar levelezését lebonyolító írnok, "secretarius hungaricus".[3][4]
- Itt született 1802-ben és itt is halt meg 1852 után Varga Katalin. Emlékművét – férfias bronz mellszobrát – 1977-ben állították föl a faluban "Ecaterina Varga (Katalin)" felirattal.
- Itt született 1912-ben Grépály András tüdőgyógyász szakorvos, egyetemi oktató.
- Itt született 1901-ben Ambarus Géza tanító, népművelő, költő és zeneszerző, a Szigligeti Társaság tagja.
- Itt halt meg 1799-ben ifj. Michael Fronius, erdélyi kormányszéki tanácsos és brassói városbíró.
- Itt született 1925-ben Takács Gabriella zenepedagógus, zenei tankönyvíró.

## Képek

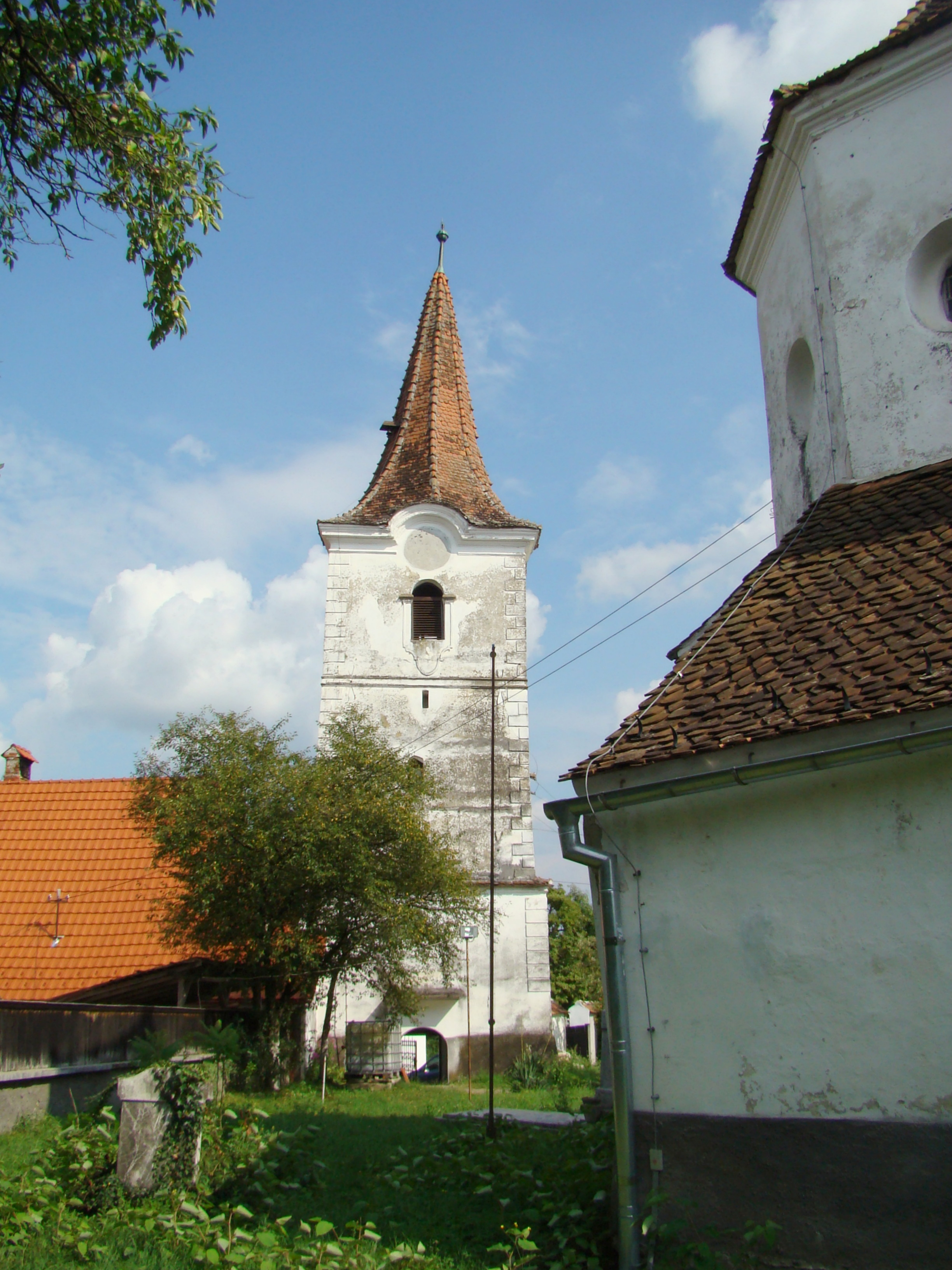
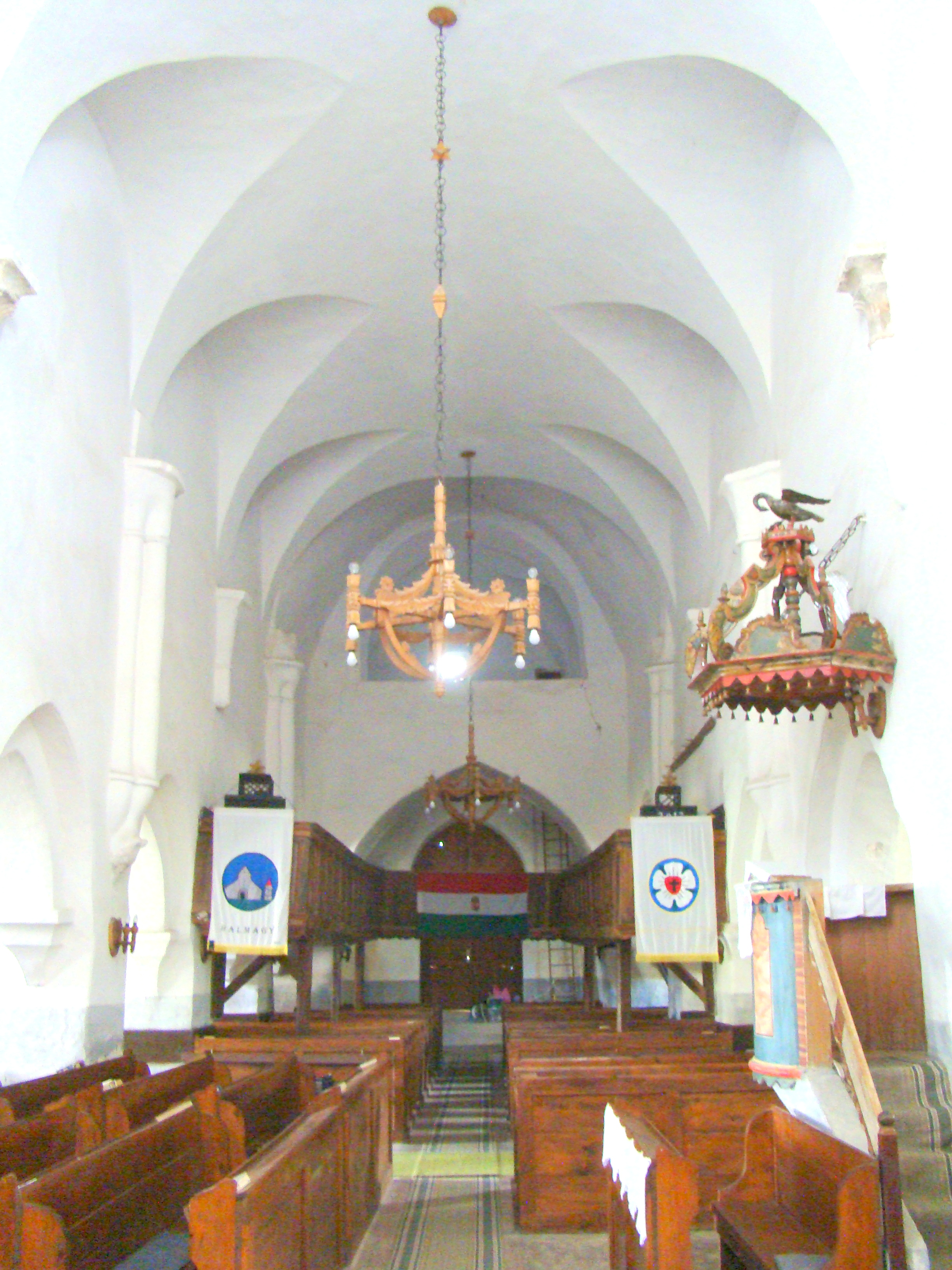
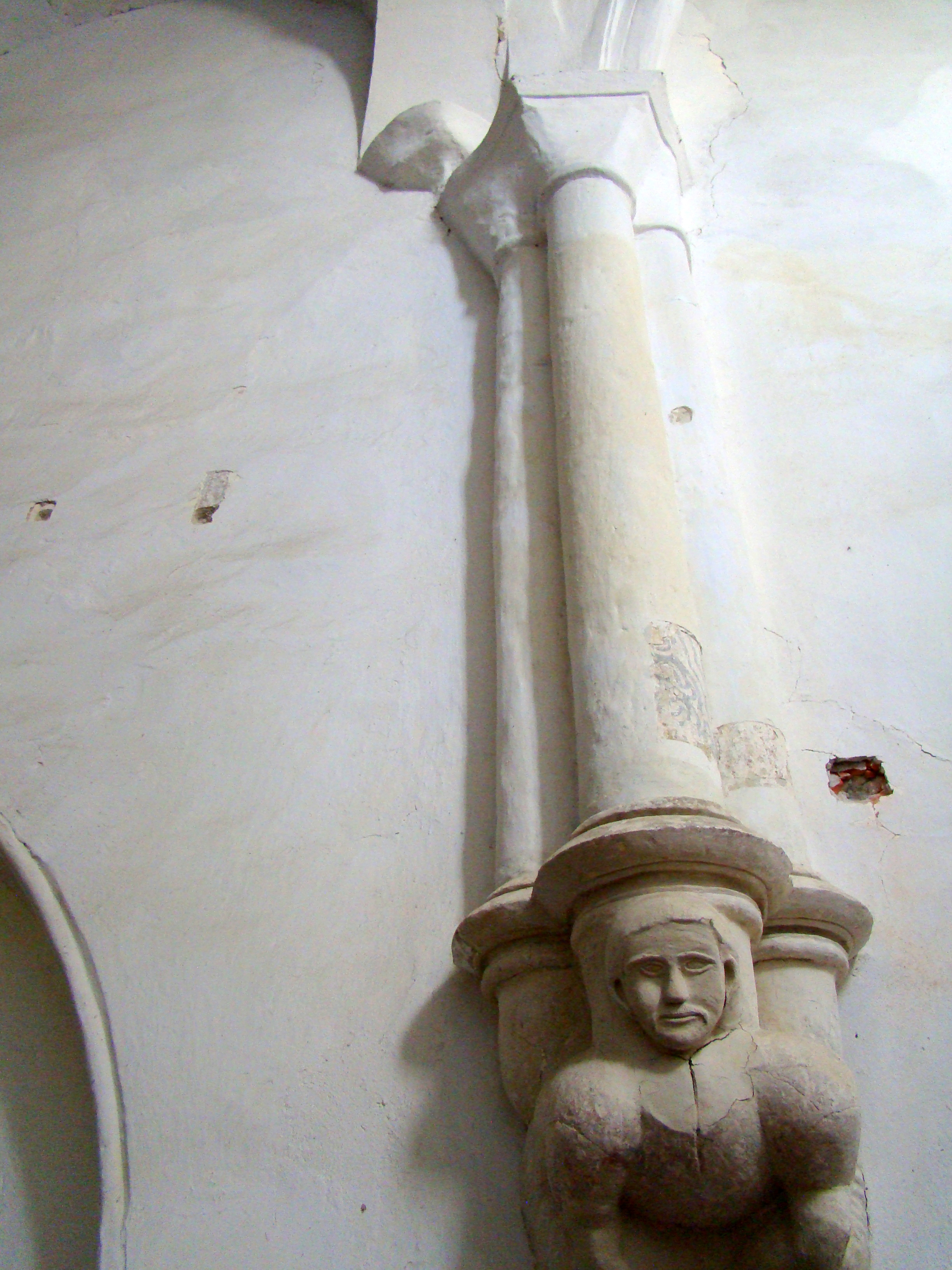
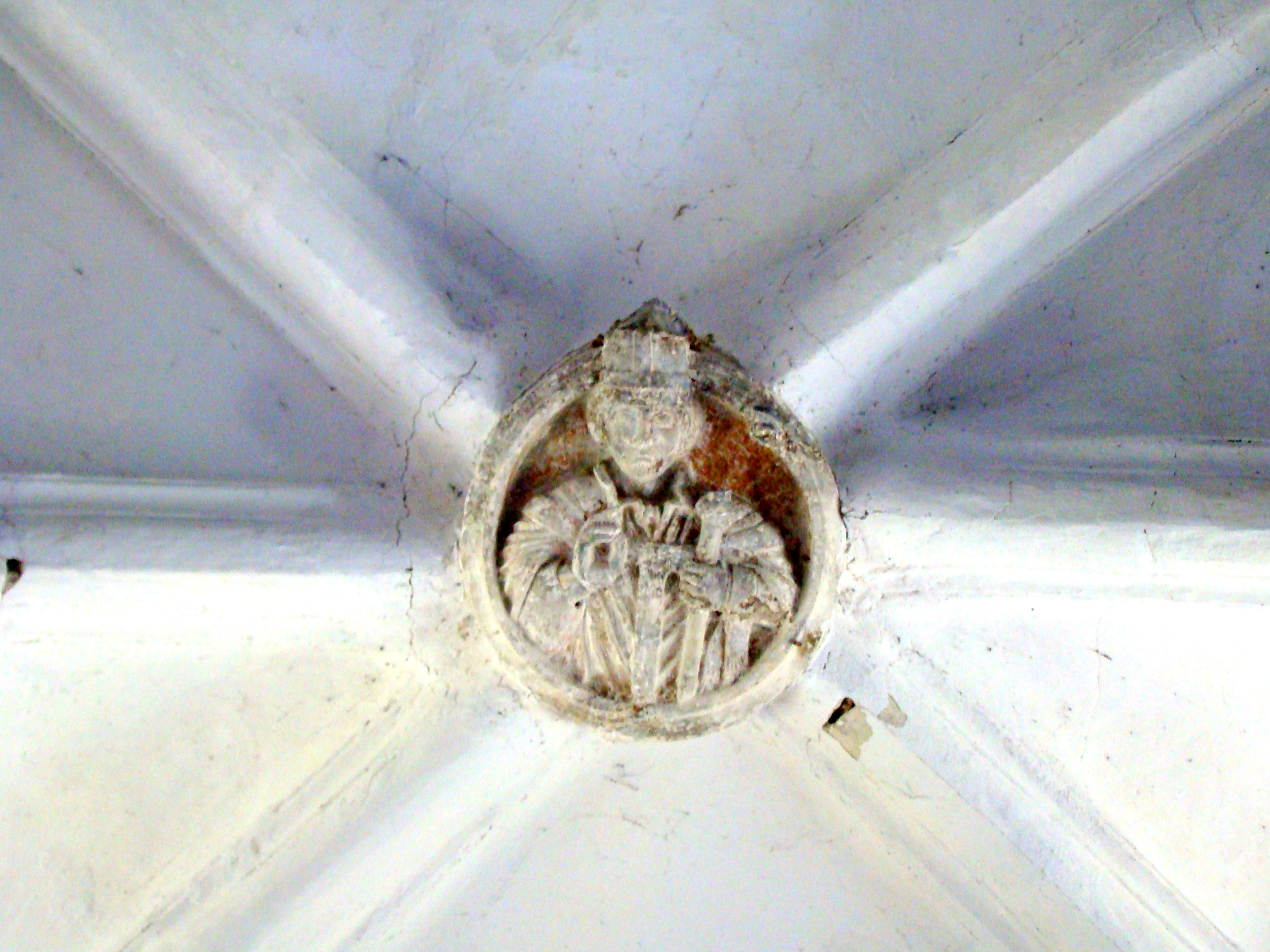
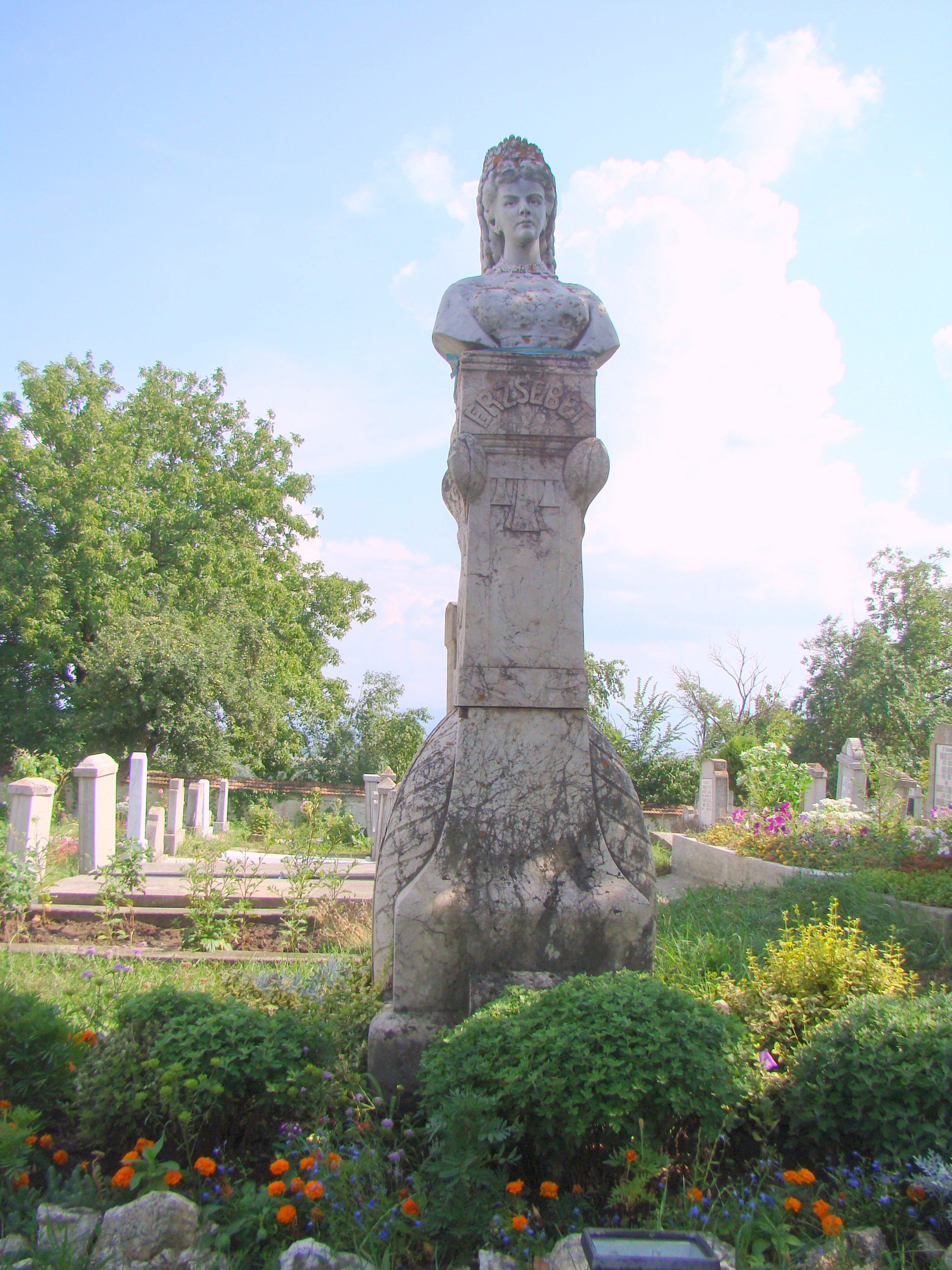
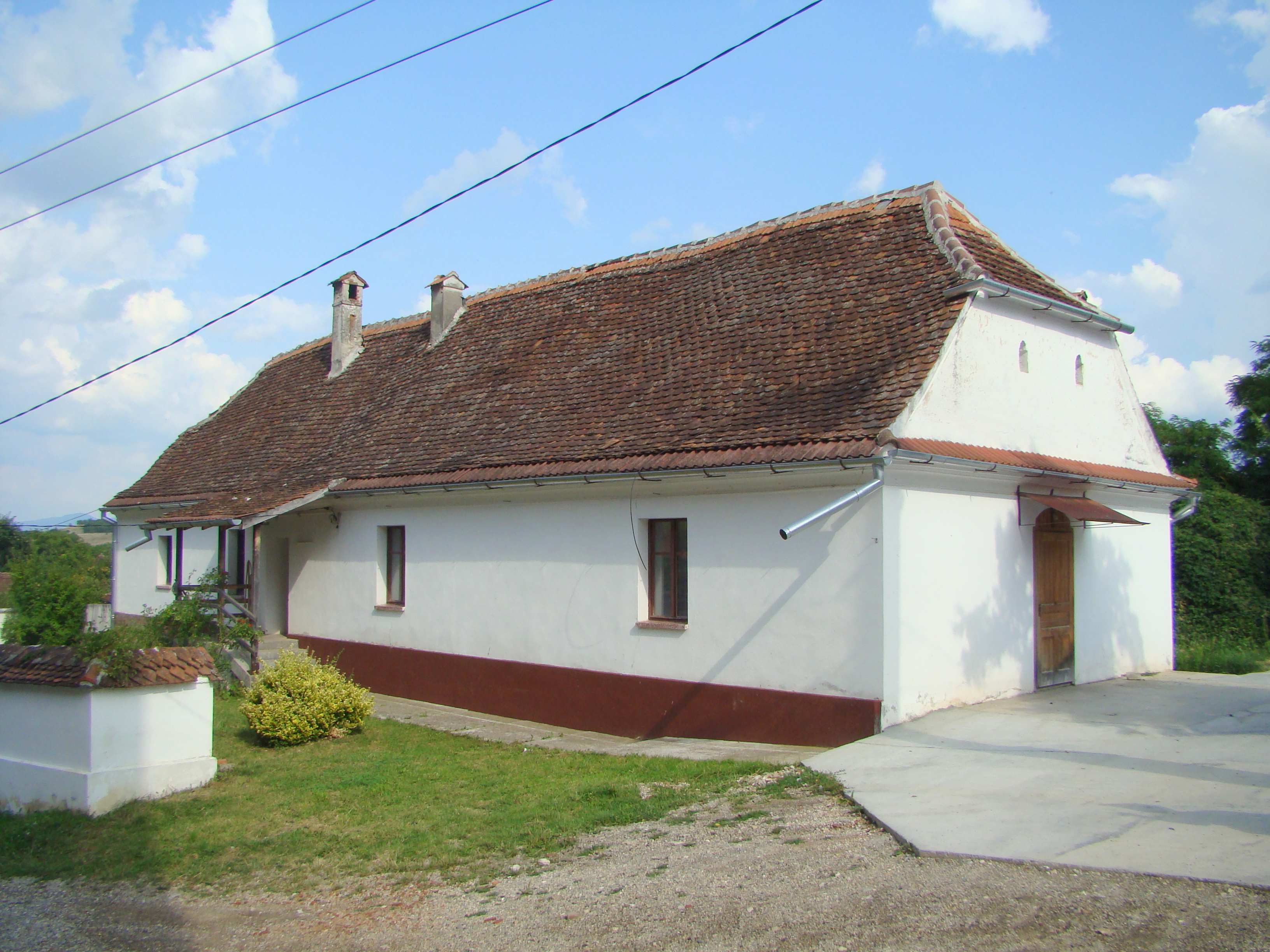
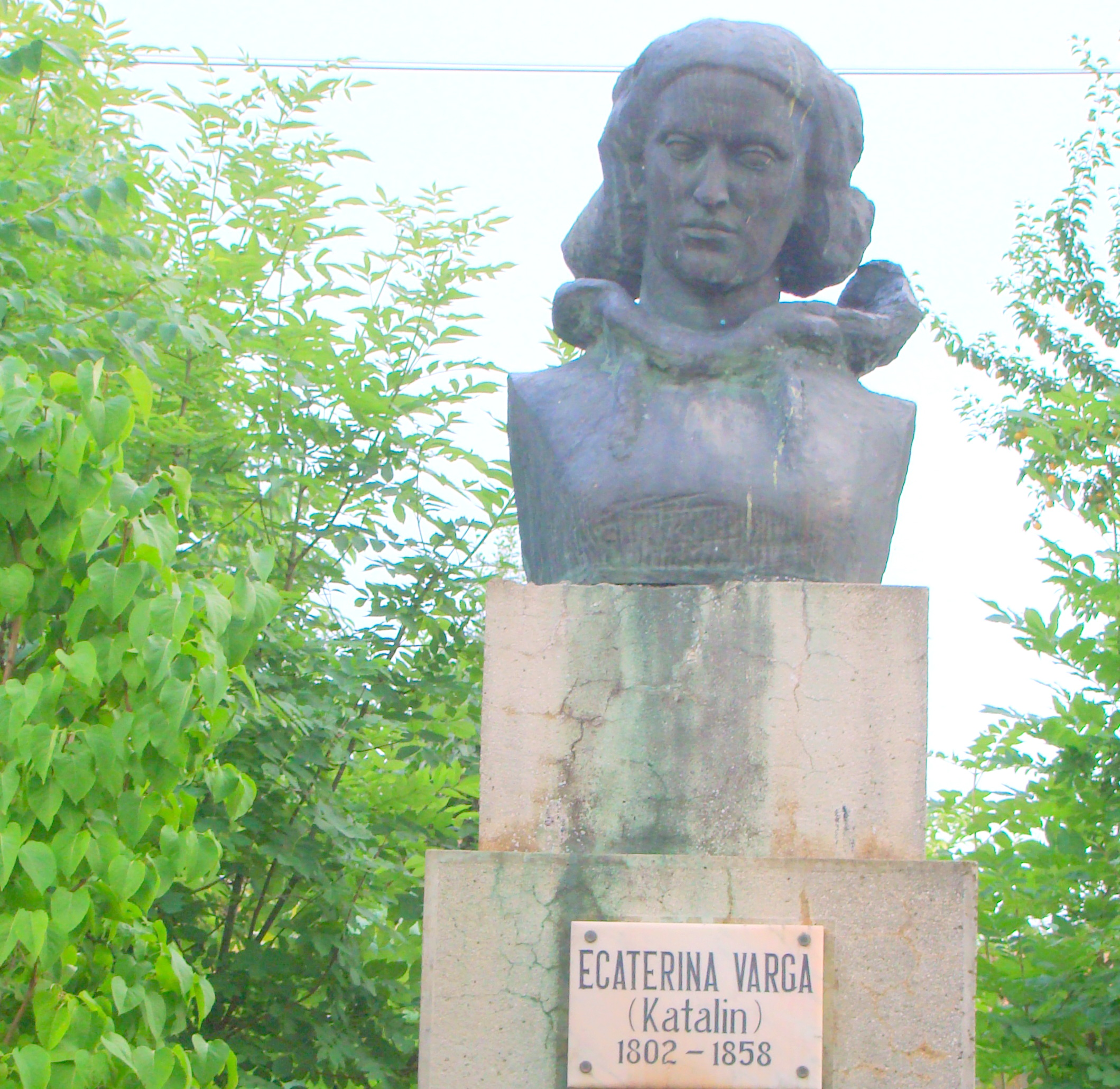
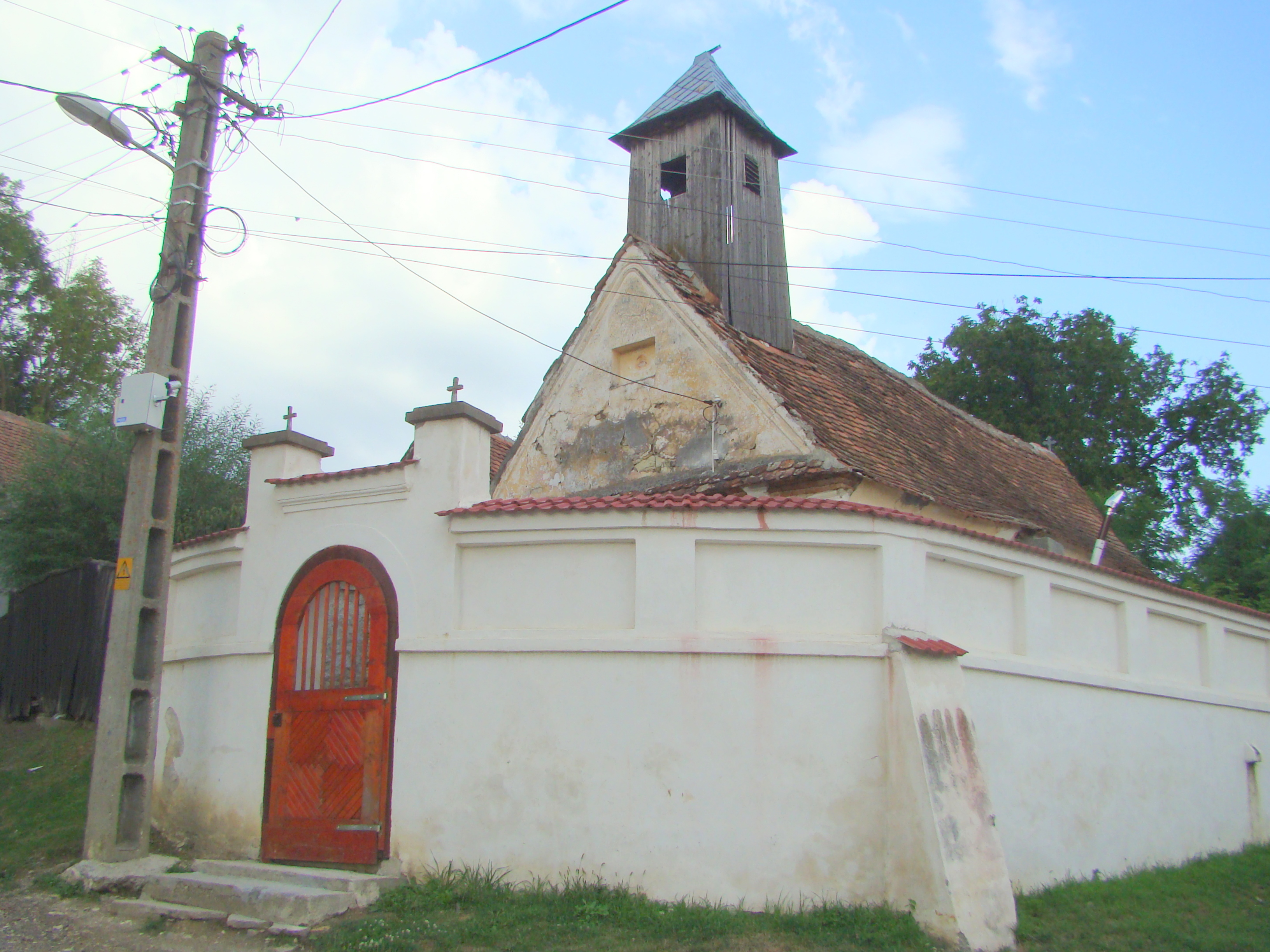
Román ortodox templom (19. század)
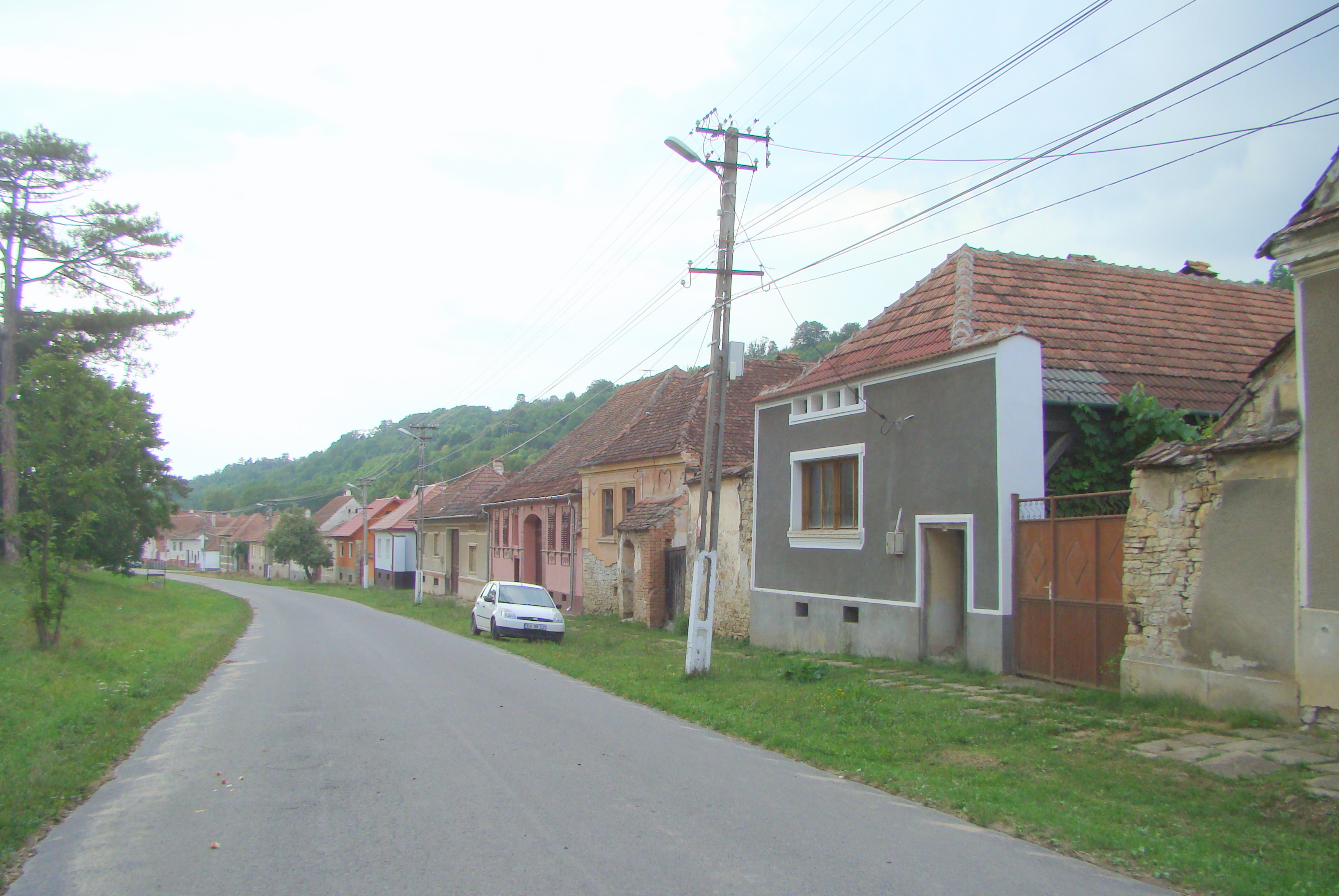
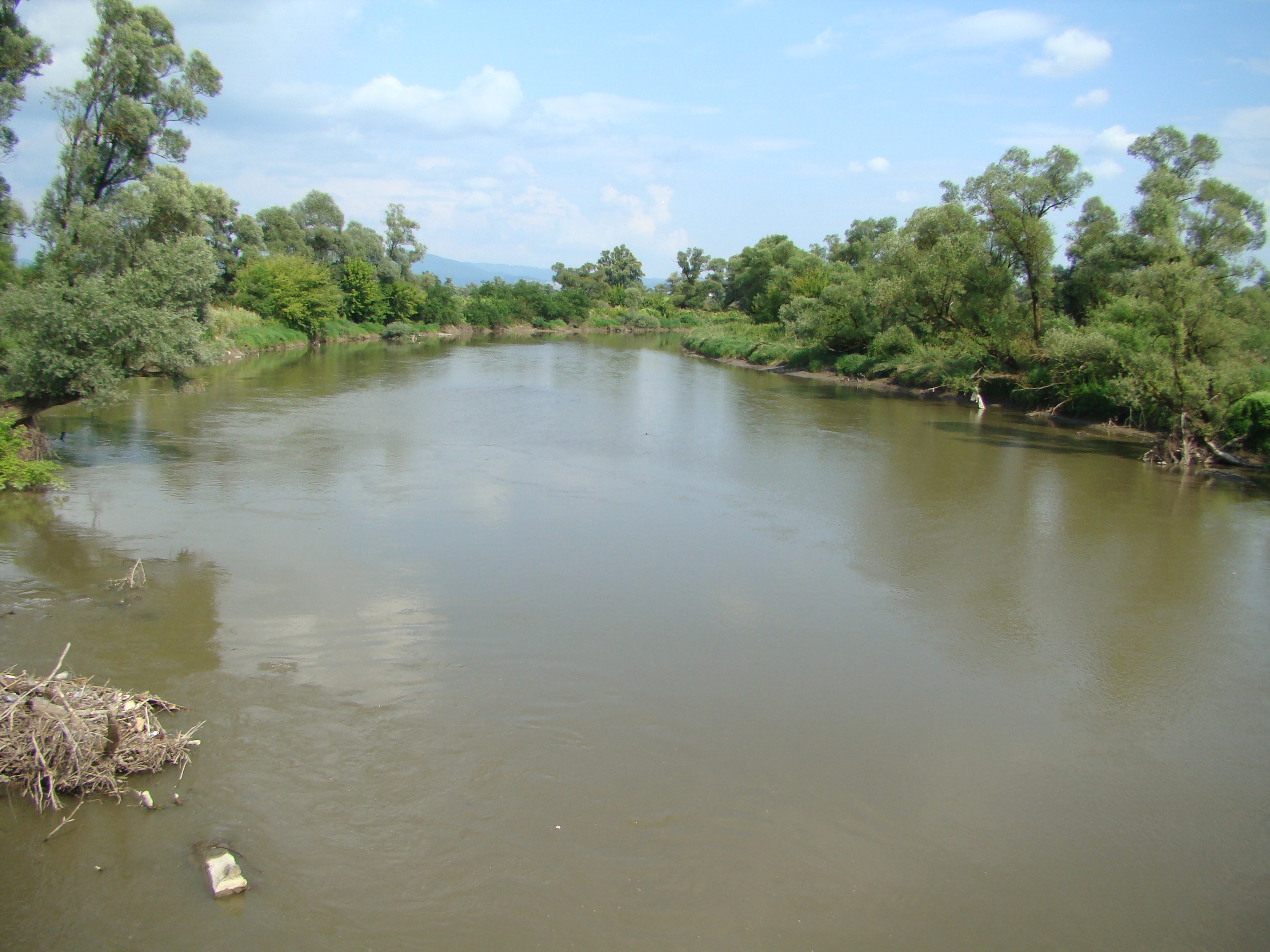